# Grand Prix de Baltimore

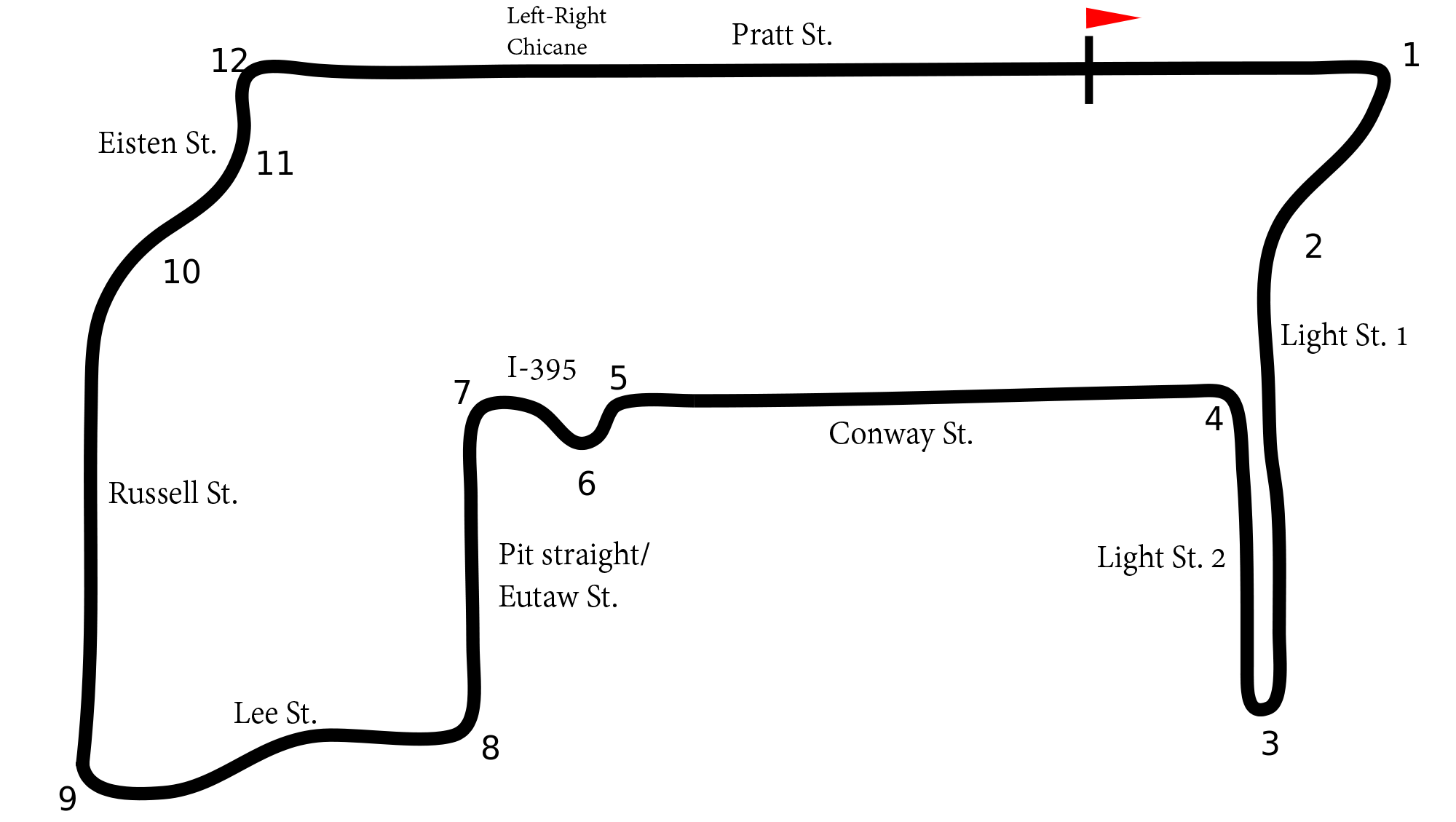
Circuit du grand prix de Baltimore

Le Grand Prix de Baltimore est une épreuve de course automobile disputée sur le Circuit urbain de Baltimore
(Baltimore, Maryland, États-Unis) dans le cadre du championnat IndyCar Series.

## Le Circuit
La piste mesure 3,28 km et possède de nombreuses lignes droites, donnant la possibilité à de nombreux dépassements, qui s'enchaînent avec de gros freinages.
De nombreux sites s'y trouvent dans les alentours, notamment le Inner Harbor, le Baltimore Convention Center et le Camden Yards.

## Palmarès

### Grand Prix de Baltimore
| Année | Date          | Championnat    | Vainqueur        | Voiture           | Équipe                       |
| ----- | ------------- | -------------- | ---------------- | ----------------- | ---------------------------- |
| 2011  | 4 septembre   | IndyCar Series | Will Power       | Dallara-Honda     | Penske Racing                |
| 2012  | 2 septembre   | IndyCar Series | Ryan Hunter-Reay | Dallara-Chevrolet | Andretti Autosport           |
| 2013  | 1er septembre | IndyCar Series | Simon Pagenaud   | Dallara-Honda     | Schmidt-Hamilton Motorsports |

### Course Supports
American Le Mans Series : les vainqueurs du classement général sont inscrits en caractères gras.
| Année | LMP1                                      | LMP2                                        | LMPC                                               | GT                                                   | GTC                                               |
| ----- | ----------------------------------------- | ------------------------------------------- | -------------------------------------------------- | ---------------------------------------------------- | ------------------------------------------------- |
| 2011  | Humaid Al Masaood Steven Kane Lola B09/86 |                                             | Kyle Marcelli Tomy Drissi Oreca FLM09              | Wolf Henzler Bryan Sellers Porsche 911 GT3 RSR (997) | Tim Pappas Jeroen Bleekemolen Porsche 997 GT3 Cup |
| 2012  | Michael Marsal Eric Lux Lola B12/60       | Scott Tucker Christophe Bouchut HPD ARX-03b | Alex Popow Ryan Dalziel Oreca FLM09                | Wolf Henzler Bryan Sellers Porsche 911 GT3 RSR (997) | Al Carter Patrick Pilet Porsche 997 GT3 Cup       |
| 2013  | Lucas Luhr Klaus Graf HPD ARX-03c         | Marino Franchitti Guy Cosmo HPD ARX-03b     | Tristan Nunez Charlie Shears Oreca FLM09 Chevrolet | Jan Magnussen Antonio García Chevrolet Corvette C6.R | Dion von Moltke Seth Neiman Porsche 997 GT3 Cup   |